# 费尔摩礼堂
费尔摩礼堂是美国旧金山一个历史性的音乐厅，位于菲尔莫尔区边缘的吉里大道（Geary Boulevard）1805号。

## 历史

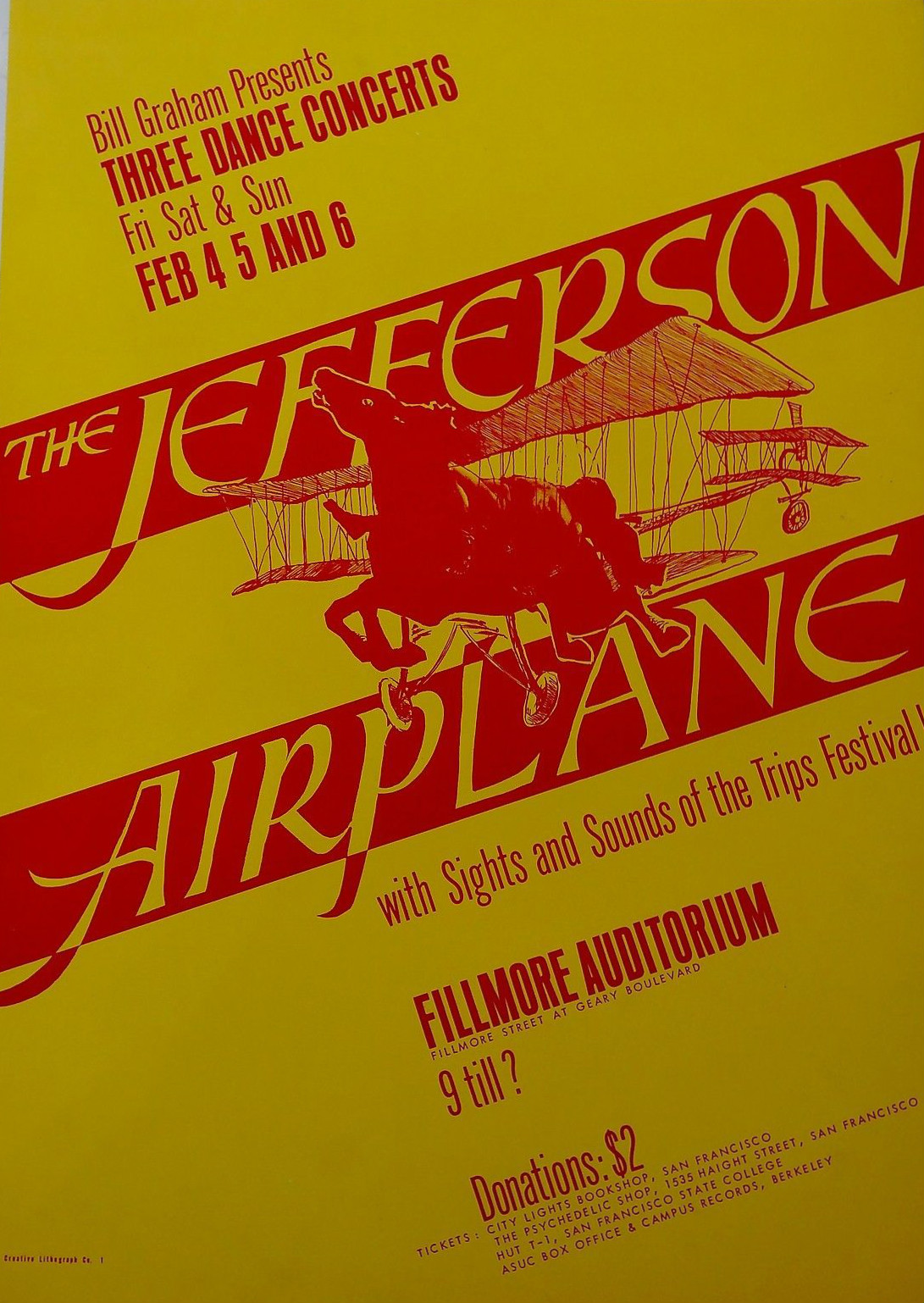

费尔摩礼堂建筑建于1912年，最初为Majestic Hall and Academy of Dancing所在地。1936年改名为大使舞厅（Ambassador Dance Hall）。从1939年至1952年改为轮滑溜冰场。1954年，当时旧金山最成功的非洲裔商人之一查尔斯·沙利文（Charles Sullivan）将其改为费尔摩礼堂（The Fillmore Auditorium）。 1965年12月,沙利文将他的舞厅租给比尔·格雷厄姆（Bill Graham）组织表演活动。沙利文于1966年8月被谋杀，享年57岁。
1966年5月27日、28日和29日，地下丝绒和Nico在费尔摩礼堂演出。在20世纪60年代中期，费尔摩礼堂成为精神病音乐（psychedelic music）和反文化的焦点，如感恩至死、杰佛森飞船、门户乐队、吉米·亨德里克斯体验乐队、飞鸟乐队、山塔那合唱团、弗兰克·扎帕、英国的谁人乐队、奶油乐队，以及平克·弗洛伊德都曾在此演出。除了摇滚音乐，格雷厄姆还组织了非摇滚演出，如迈尔士·戴维斯、艾瑞莎·弗兰克林和奥蒂斯·雷丁。从1965年到1969年，感恩至死在礼堂共举办了51场音乐会。
B·B·金在礼堂的精彩表演，让许多歌迷了解蓝调摇滚。他后来成为反文化偶像，出现在许多摇滚音乐节上。
费尔摩礼堂的文化影响非常大。亨特·斯托克顿·汤普森描写旧金山湾区的1960年代反文化运动的小说《拉斯维加斯的恐惧和厌恶》（Fear and Loathing in Las Vegas）中也提到了费尔摩礼堂。